# Карпинский, Дмитрий Александрович
Дмитрий Александрович Карпинский (28 августа 1887, Юрьевец — 1923) — кадровый офицер в Российской империи, капитан, участник Первой мировой войны, участник Гражданской войны в РСФСР.

## Биография

Знак об окончании Казанского военного училища

Родился 28 августа (по старому стилю) 1887 года в городе Юрьевце Костромской губернии (ныне г. Юрьевец), в семье чиновника Юрьевецкой городской управы Алекасандра Егоровича Карпинского и его жены Елизаветы Стефановны. В 1904 году окончил Юрьевецкое Городо-Миндовское трёхклассное училище (училище было основано и содержалось на средства фабрикантов Миндовских).
С 1906 по 1909 год обучался в Казанском пехотном юнкерском училище, которое закончил по 2-му разряду. «По окончании курса наук Высочайшим приказом произведён в подпоручики в Смоленский 25-й пехотный полк 6 августа 1909 года». Уже через год — 24 сентября 1910 года, он был «Высочайшим приказом» переведён на службу в Белёвский 71-й пехотный полк. — Штабс-капитан, старшинство с 19 июля 1915 года; — капитан, старшинство с 11 января 1917 года.

Всю войну 1914—1918 годов провоевал в составе 71-го пехотного Белёвского полка. На объединённом заседании ротных, командных и полкового комитетов, избран командиром полка с 1 декабря 1917 года, приказ № 404.

### Ранения
Ранен 4 августа 1914 года в бою при (осаде) г. Красника (ныне г. Красник, Польша) пулей (сквозная рана левой голени с переломом малой берцовой кости).
Ранен 5 июля 1915 года в бою под городом Красноставом (ныне г. Красныстав, Польша). Рваная шрапнельная рана нижней трети правого плеча и верхней трети предплечья.

### Служба вРККА
С 1918 года — военспец в рядах Красной Армии. В 1919 — командир 12-го стрелкового полка, 6-й стрелковой дивизии, 7-й армии РККА против войск Юденича. Во время майского наступления 1919 года Юденича на Петроград, некоторые части 6-й дивизии РККА перешли на сторону белогвардейцев. В ночь с 28 на 29 мая изменил большевикам 3-й Петроградский полк. В результате последующих неудач Северный фронт РСФСР был срочно усилен партийными комиссарами. В 6-й дивизии были произведены изменения в системе её управления: приказом от 10 июня 1919 года вновь назначенный военком 2-й бригады Григорьев без видимых оснований отстранил Карпинского и его заместителей от командования 12 полком. Карпинский продолжил тогда нести службу в РККА. Военспец умер в 1923 году от тифа во время одной из служебных командировок.

## Семья
- Жена: Черноголовкина Мария Николаевна (1888—1954).
- Дети: единственный сын Георгий Дмитриевич Карпинский (1922—1993).

## Награды
- Орден Святого Георгия 4-й степени
- Орден Святой Анны 4-й степени, с надписью «За Храбрость»
- Орден Святого Владимира 4-й степени с мечами и бантом
- Орден Святого Станислава 3-й степени с мечами и бантом
- Орден Святой Анны 3-й степени с мечами и бантом

Орденом Святого Георгия 4 степени награждён Приказом командующего 3 армии от 24 сентября 1915 г. за № 517 за то, что «20 мая 1915 года при атаке укрепленной позиции в районе деревни Стружа под сильным ружейным и пулеметным огнём бросился во главе роты по совершенно открытой местности на неприятельский окоп и, преодолев проволочные заграждения, занял окоп, взял в плен 160 нижних чинов и один действующий пулемёт.»